# Chrysopilus andicola
Chrysopilus andicola är en tvåvingeart som beskrevs av Lindner 1924. Chrysopilus andicola ingår i släktet Chrysopilus och familjen snäppflugor.
Artens utbredningsområde är Bolivia. Inga underarter finns listade i Catalogue of Life.